# 学校法人金光学園
学校法人金光学園（がっこうほうじんこんこうがくえん）は、岡山県にある学校法人である。

## 概要
地域に開かれた特色ある運営に努めている。2023年4月現在、中高一貫校を1校、認定こども園を1校設置している。

## 設置校
- 金光学園中学・高等学校
- 金光学園こども園

## 沿革
- 1894年（明治27年）11月 ‐ 「神道金光教会学問所」を設立[2]。
- 1897年（明治30年）04月 ‐ 校名を「神道金光教会学問所中学部」に改称[2]。
- 1898年（明治31年）03月 ‐ 校名を「金光中学」に改称[2]。
- 1899年（明治32年）10月 - 岡山県知事より私立学校令に基づく設立認可を受ける[5]。
- 1905年（明治38年）04月 ‐ 校名を「私立金光中学校」に改称[2]（設置認可年月日：同年2月13日、所在地：岡山県浅口郡吉備村大字大谷[6]）。
- 1906年（明治39年）12月 ‐ 金光教教義講究所を分離（金光教学院の前身）[7]。
- 1943年（昭和18年）04月 ‐ 「財団法人金光中学校」を設立[8]（設立者変更の認可日：同年4月10日[9]）。
- 1947年（昭和22年）04月 ‐ 学制改革により新制中学校「私立岡山県金光中学校」を設立[8]。
- 1948年（昭和23年）
  - 04月 - 「金光高等学校」を設立[8][2]。
  - 06月 -  法人名を「財団法人金光学園」に変更[8][2]。
- 1949年（昭和24年）
  - 03月 - 金光幼稚園が金光教大教会所から、金光家庭塾[注釈 1]が金光教本部教会婦人会からそれぞれ財団法人金光学園に移管される[8]。
  - 04月 - 法人が設置する4機関の名称をそれぞれ「金光学園中学校」「金光学園高等学校」「金光学園幼稚園」及び「金光学園家庭塾」に改称[11][2]。金光学園中学校が新校舎に移転[12]。
- 1951年（昭和26年）03月 ‐ 私立学校法により改組して学校法人金光学園を設立[2]。
- 1954年（昭和29年）
  - 03月 ‐ 前年より開始した占見野新校舎建設工事が完了[13]。
  - 11月 - 金光学園創立60年及び新築落成式を挙行[14]。
- 2016年（平成28年）04月 ‐ 金光学園幼稚園を認定こども園に移行し、「金光学園こども園」に改称[11]。

## 所在地
〒719-0104 岡山県浅口市金光町占見新田1350番地